# Family Values Tour 1998
Family Values Tour 1998 стал первым осенним музыкальным туром в серии Family Values Tour, сочетающим выступления нью-метал, альтернативных и рэп групп. Тур создали и возглавили музыканты Korn.

## Участники
Артисты, принявшие участие в Family Values Tour 1998:
- Korn
- Ice Cube
- Incubus (заменили Ice Cube 25 октября 1998 на четыре оставшихся концерта)
- Limp Bizkit
- Orgy
- Rammstein

## Реклама
Перед Family Values Tour прошёл тур, стилизованный под предвыборную кампанию, который назывался «Korn Kampaign» (с 17 августа 1998 в Лос-Анджелесе до 1 сентября в Финиксе) в рамках поддержки недавно вышедшего альбома группы Follow The Leader. Группа распространила новость о грядущем Family Values Tour по всей Северной Америке, общаясь с поклонниками Korn на специальных «фанатских конференциях», которые музыканты устраивали на каждой остановке во время тура. Korn посетили музыкальные магазины в таких городах, как Риверсайд, Маунтин-Вью, Сакраменто, Сиэтл, Миннеаполис, Чикаго, Детройт, Филадельфия, Бостон, Нью-Йорк, Торонто, Атланта и Даллас. На «фанатских конференциях» музыканты общались с поклонниками группы, отвечали на вопросы и раздавали автографы. Знаменитости, появившиеся на различных остановках включали Ice Cube и Тодда Макфарлейна.

## Успех
Family Values Tour 1998 стал очень успешным, концертный сборник дебютировал в Billboard 200 на 7-й строчке с проданным тиражом 121.000 копий за первую неделю и получил статус золотого диска по версии RIAA, а DVD, посвящённый туру, платиновый статус.
Также Korn помогли с раскруткой и другим исполнителям. Альбом Rammstein Sehnsucht достиг платинового статуса по версии RIAA в США, и дебютный альбом Orgy Candyass достиг такого же успеха. Limp Bizkit добились даже большего успеха, который помог им установить себя как одного из лидирующих исполнителей жанра нью-метал на тот момент и добиться ошеломляющего коммерческого успеха.
27 концертов Family Values Tour принесли более $6,4 млн и свыше 243.000 фанатов купили билеты на концерты, по цене от $26 до $29,5
Джонатан Дэвис, вокалист Korn сказал: «Вместе с этим туром мы создаем кусочек рок-истории. С первого шоу у меня постоянно были мурашки. В этом есть что-то особенное. Я надеюсь, что этот тур станет ежегодным.»

## CD и DVD релизы
Стартовый тур Family Values Tour стал очень успешным и был задокументирован на DVD и CD, которые поступили в продажу 30 марта 1999 через Immortal/Epic Records. CD получил статус золотого диска в США, а DVD стал платиновым.

## Замена Ice Cube
25 сентября 1998 Ice Cube покинул тур из-за начавшихся съемок фильма «Следующая пятница» (англ. Next Friday) и на оставшиеся четыре концерта был заменен альтернативной группой Incubus. Группа вошла в Family Values Tour '98 CD с песней «New Skin», а также их можно увидеть во время исполнения «All in the Family» на DVD.

## Конфликт с Робом Зомби
Изначально Роб Зомби должен был стать одним из участников тура, но из-за высокой стоимости каждого концерта Роба Зомби его выступления стоили бы $125.000. Поэтому Роб Зомби был заменён на немецкую индустриальную группу Rammstein. Тем не менее, были некоторые неувязки. Менеджеры Korn The Firm заявили, что Зомби постоянно выражал нежелание работать с хип-хоп-исполнителями на одной сцене, а от его менеджеров поступило заявление, что «рокеры не любят хип-хоп». Менеджер Роба Зомби Энди Гоулд заявил, что эти комментарии поддельные и объяснил, что Зомби даже не говорил с Korn, а следовательно, не мог сказать то, что ему приписывали.. Хотя утверждение менеджеров Korn было достаточно негативным, Роб Зомби остался в нормальных отношениях с группами, участвующими в Family Values Tour. В следующем 1999 году Роб Зомби и Korn вновь в хороших отношениях запустили совместный тур «Rock is Dead».

## Дополнительные факты
- На концерте в Вустере вокалист Rammstein Тилль Линдеманн симулировал гомосексуальный акт с клавишником группы Кристианом Лоренцем во время исполнения «Bück dich». Позже они были арестованы и провели ночь в участке.